# 莫妮卡·特奥多雷斯库
莫妮卡·特奥多雷斯库（羅馬尼亞語：Monica Theodorescu，1963年3月2日—），德国女子马术运动员。她曾代表西德和德国参加1988年、1992年和1996年夏季奥林匹克运动会马术比赛，获得三枚金牌。